# ماثيو لان
ماثيو لان (بالإنجليزية: Matthew Lane)‏ هو لاعب غولف نيوزيلندي، ولد في 8 أغسطس 1968 في ويلينغتون في نيوزيلندا.

## وصلات خارجية
- الموقع الرسمي
- ماثيو لان على موقع رابطة لاعبي الغولف المحترفين (الإنجليزية)
- ماثيو لان على موقع رابطة أوروبا للاعبي الغولف المحترفين (الإنجليزية)